# Фадеев, Виктор Владимирович
Виктор Владимирович Фадеев — российский учёный в области лазерной физики, лауреат Государственной премии СССР (1983).
Родился 01.09.1935 в Сталинграде. 
Окончил физический факультет МГУ (1959) и с 1 ноября 1962 г. работает там же, в настоящее время — профессор кафедры квантовой электроники.
Читает курсы «Лазерная спектроскопия высокомолекулярных соединений», «Лазерная спектроскопия», «Лазерная биофотоника», «Лазеры в экологии», «Дистанционные оптические методы изучения океана».
Кандидат физико-математических наук (1967). Доктор физико-математических наук (1983). Профессор (1992). Диссертации:
- Параметрическое усиление и параметрическая генерация света : диссертация … кандидата физико-математических наук : 01.00.00. — Москва, 1967. — 133 с. : ил.
- Лазерная спектроскопия водных сред : диссертация … доктора физико-математических наук : 01.04.03. — Москва, 1983. — 455 с. : ил.

Лауреат Государственной премии СССР (1983) в составе авторского коллектива за цикл работ «Открытие и исследование явления параметрического рассеяния света и его применение в спектроскопии и метеорологии» (1966—1981).
Соавтор научного открытия «Явление спонтанного и 3- и 4-фотонного параметрического рассеяния света в твёрдом теле» (1974).